# Opius silvestris
Opius silvestris är en stekelart som beskrevs av Jakimavicius 1986. Opius silvestris ingår i släktet Opius och familjen bracksteklar. Inga underarter finns listade i Catalogue of Life.